# NGC 7463
NGC 7463 је спирална галаксија у сазвежђу Пегаз која се налази на NGC листи објеката дубоког неба.
Деклинација објекта је + 15° 58' 55" а ректасцензија 23h 1m 51,8s. Привидна величина (магнитуда) објекта NGC 7463 износи 12,9 а фотографска магнитуда 13,7. Налази се на удаљености од 33,5000 милиона парсека од Сунца. NGC 7463 је још познат и под ознакама UGC 12316, MCG 3-58-22, CGCG 453-48, ARAK 573, KUG 2259+157A, PGC 70291.